# Дворец правосудия в Риме
Дворец правосудия в Риме (итал.: Palazzo di Giustizia) — резиденция Кассационного суда Италии и Судебной Публичной библиотеки, расположенная в районе Прати. Здание выходит на Пьяцца деи Трибунали, Виа Трибониано, Пьяцца Кавур и Виа Ульпиано. Огромное здание получило среди местного населения прозвище Palazzaccio.

## История
Спроектированный архитектором из Перуджи Гульельмо Кальдерини и построенный между 1888 и 1910 годами, Дворец правосудия считается одним из самых грандиозных новых зданий Рима, возведённых после провозглашения Рима столицей королевства Италии. Первый камень в основание дворца был заложен 14 марта 1888 года в присутствии Джузеппе Дзанарделли, министра юстиции и хранителя большой государственной печати, который настаивал на расположении Дворца правосудия в престижном районе Прати, где уже были построены многие судебные здания.
Аллювиальные почвы на которых стоит дворец потребовали массивные бетонные платформы для поддержки фундамента. Несмотря на это всё же понадобились реставрационные работы по стабилизации фундамента, начатые в 1970 году.
Работы с фундаментом привели к ряду археологических находок, включавших в себя несколько саркофагов. В одном из них был обнаружен скелет молодой женщины вместе с великолепно изготовленной из слоновой кости куклой, ныне хранящийся в Antiquarium comunale.
11 января 1911 года, спустя 22 года после начала работ, дворец был официально открыт в присутствии короля Италии Виктора Эммануила III.
Необычайные размеры здания, изысканные украшения и длительный период строительства вызвали серьёзные подозрения в коррупции. В апреле 1912 года былa назначена парламентская комиссия для расследования дела, которая представила свои выводы спустя год. Это дело и породило популярное прозвище дворца Palazzaccio.

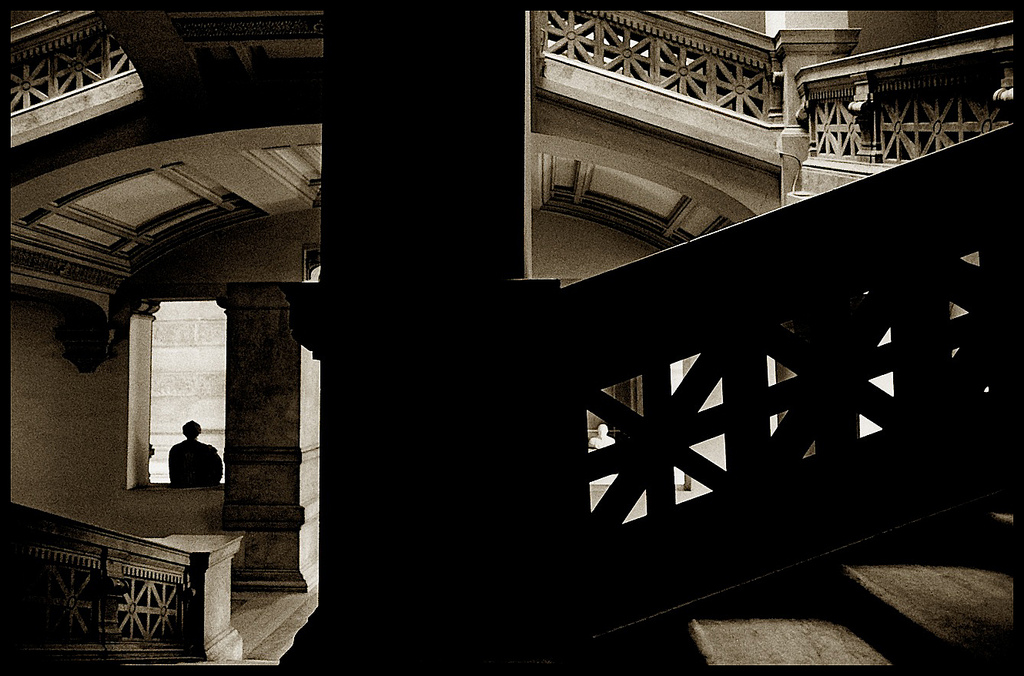
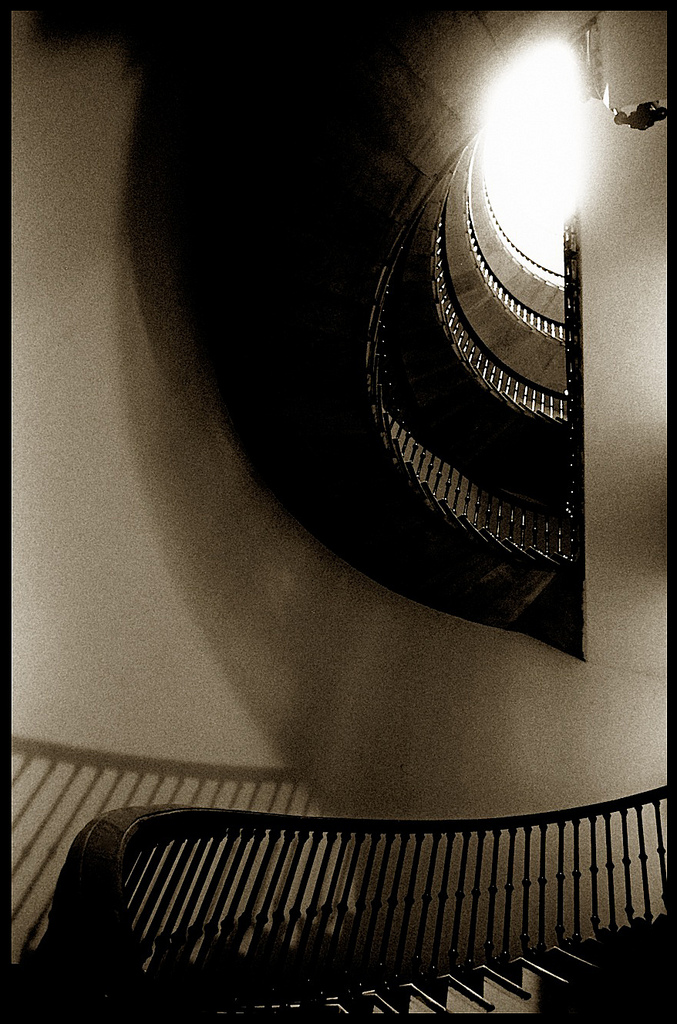
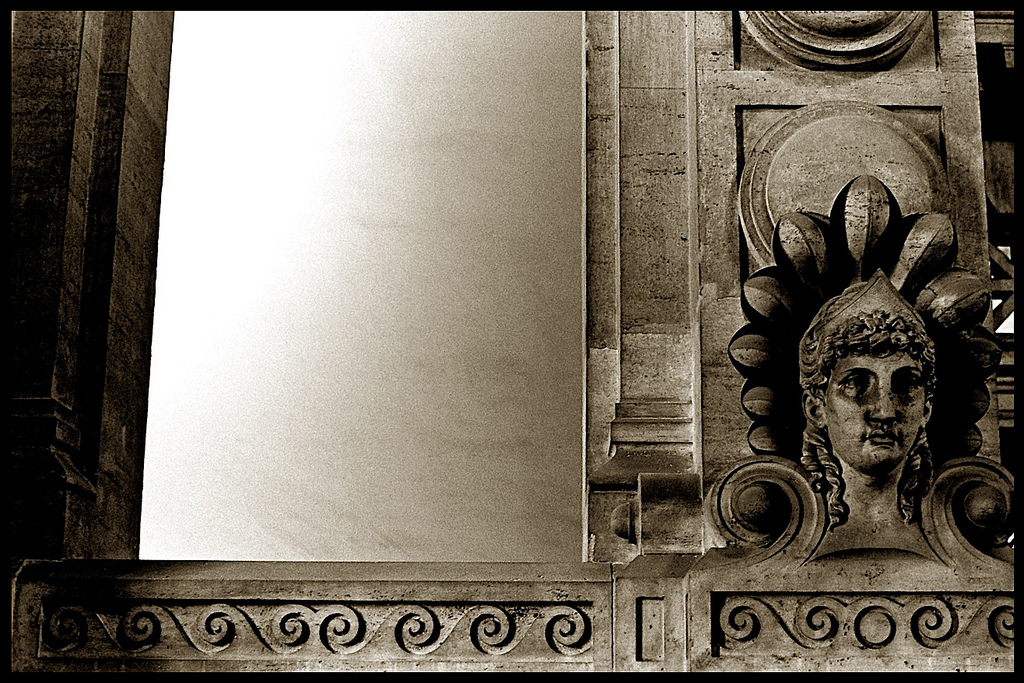
Фотографии Аугусто Де Лука
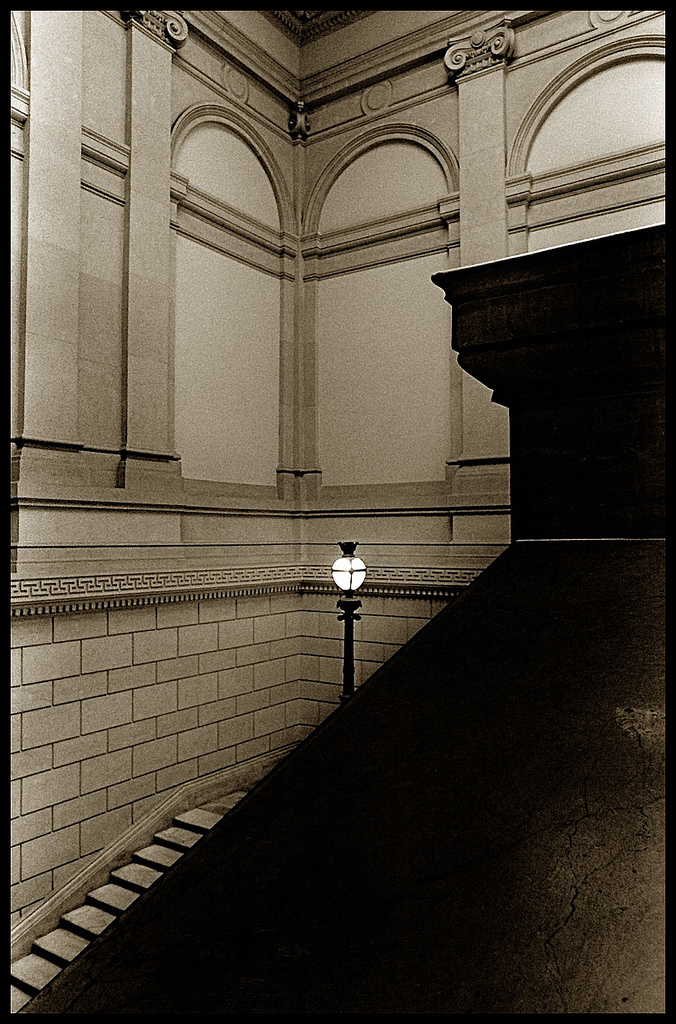
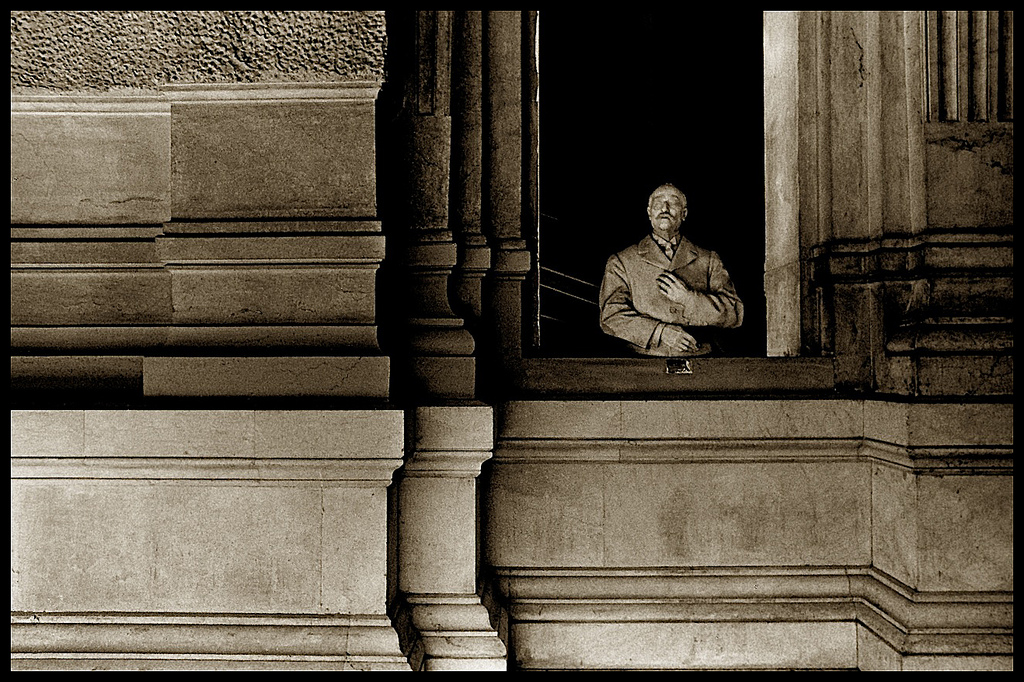

## Описание

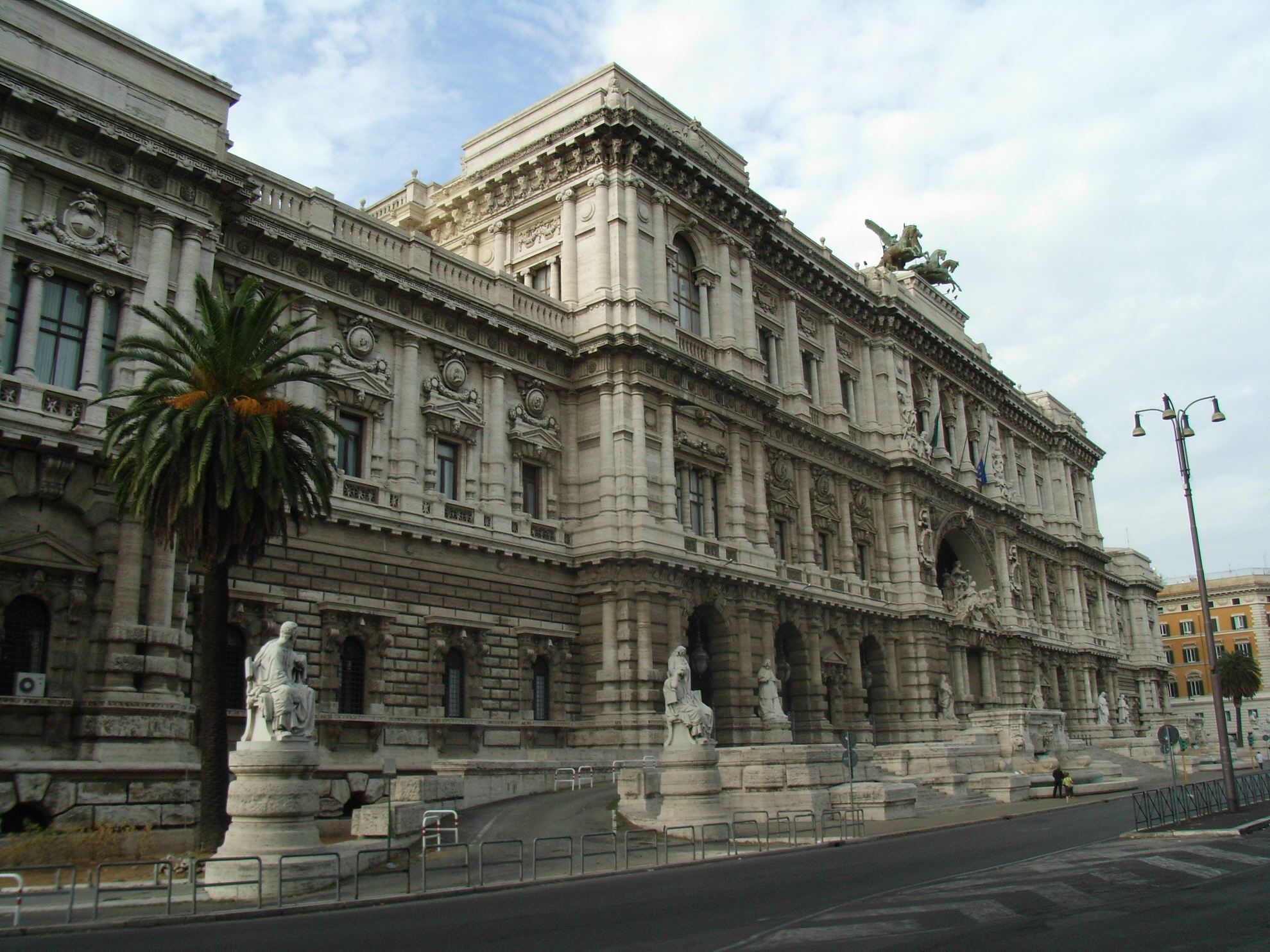
Вид на дворец со стороны Пьяцца Кавур

Выполненное в стиле позднего ренессанса и барокко здание Дворца правосудия имеет размеры 170 на 155 метров и полностью покрыто травертинским известняком. Главный фасад здания, выходящий на реку Тибр, увенчан огромной бронзовой квадригой, установленной туда в 1926 году, работы скульптора Этторе Ксименеса из Палермо. 10 больших статуй выдающихся юристов украшают пандусы перед главным фасадом и внутренним двором. Верхняя часть фасада, выходящего на Пьяцца Кавур, украшена бронзовым гербом Савойской династии. В зале Верховного суда, также известного как Большой зал (или в плане Кальдерини как Aula Maxima), располагается несколько фресок, начатых Чезаре Maккари (1840—1919), парализованным в 1909 году, когда работа ещё не была закончена. Она была продолжена до 1918 года его бывшим студентом Париде Паскуччи (1866—1954).